# Senna purpusii
Senna purpusii là một loài thực vật có hoa trong họ Đậu. Loài này được (Brandegee) H.S.Irwin & Barneby miêu tả khoa học đầu tiên.